# Leonhard Stark

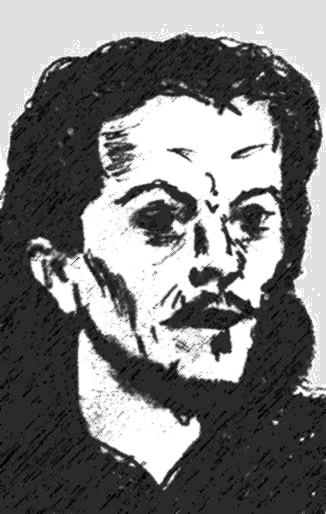
Leonhard Stark

Leonhard Stark (* 3. November 1894 in Schamhaupten/Oberpfalz; † nach 1982 in Stockholm) war zunächst Volksschullehrer und als Wanderprediger der 1920er Jahre ein Vertreter der sogenannten Inflationsheiligen.

## Leben

### Bis 1919
Nach eigenen Angaben wurde Stark als Sohn eines Gutsbesitzers geboren. Sein Mitstreiter der 1920er Jahre, Franz Kaiser, bezeichnete seine Familie dagegen als „Landproletarier“. Seine Eltern waren nachweislich den Gutsbesitzer Anton Stark und die Müllerstochter Theresia geb. Götz. Die Familie Stark betrieb eine 1808 gegründete Brauerei in Schamhaupten. Karin Seehofer, die zweite Ehefrau von Horst Seehofer, entstammte der Familie Stark – ihre Eltern betrieben die Familienbrauerei in Schamhaupten. Nach Beendigung der siebenklassigen Volksschule besuchte der katholisch erzogene Leonhard Stark ab 1907 das Lehrerseminar in Amberg (heute Max-Reger-Gymnasium Amberg), wo er 1912 das 1. Volksschullehrerexamen ablegte und anschließend sein Lehrpraktikum absolvierte. 1913 wurde er zum obligatorischen Wehrdienst einberufen, der sich durch Ausbruch des Ersten Weltkrieges bis 1918 hinzog. Laut einem „Selbstbericht“ aus dem Jahr 1918 litt Stark seit Kriegsbeginn unter Depressionszuständen. Aus Krankheitsgründen war er längere Zeit bei einer Ersatzeinheit und wurde im April 1918 vorzeitig aus der Armee entlassen, nachdem er im November 1917 nach einem Granateinschlag Sprache und Gehör verloren hatte. Später beteuerte Stark, alle diese Symptome seien nur simuliert gewesen.
Da er während seines Wehrdienstes sein 2. Lehrerexamen abgelegt hatte, arbeitete er nun als Volksschullehrer. Im Dezember 1918 heiratete er die wohlhabende Unternehmertochter und Klavierpädagogin Clara Bantlin, mit der er 1920 die Tochter Primula bekam. Der revolutionären politischen Situation in Deutschland stand er teilnahmslos gegenüber. Stattdessen beschäftigte er sich mit der Festigung seines durch die äußeren Umstände ins Wanken geratene Selbstbewusstseins und las dazu vor allem Nietzsche, Rousseau, Goethe und schließlich auch die Bibel.

### Als „Inflationsheiliger“
Ausschlaggebend für Starks endgültigen Ausbruch aus dem bürgerlichen Leben war die Begegnung mit Ludwig Christian Haeusser, dem wohl bekanntesten Wanderprediger der damaligen Zeit, im August 1919. Unter dessen Einfluss steigerte Stark den allen Inflationsheiligen gemeinsamen „Ich-Kult“ bis hin zum cäsarenhaften Größenwahn und dem Wunsch, sein eigener „Gott“ zu werden: „Ich Bin Mein Vater, Ich Bin Mein Himmel, Ich heilige Meinen Namen, Ich errichte in Mir das Reich. Mein Wille geschehe im Geiste und im Fleische!“, lautete nun sein „Vaterunser“. Auch äußerlich veränderte er sich. „Unrasiert bis dorthinaus, struppig und ruppig wie ein vorsündflutlicher (sic!) Igel“, so wird er von zeitgenössischen Tageszeitungen beschrieben, „ein gebräunter Mann, bekleidet mit einer Art kaffeebraunem Büßerhemd, an den Füßen Sandalen, auf dem Kopf nichts außer einem wallenden Haarbusch.“

Ankündigung Anfang der 1920er

Im Februar 1920 gab Stark den Lehrerberuf auf, ging als „Apostel“ zu Haeusser nach München und machte ab Spätsommer 1920 seinem Meister als Wanderprediger Konkurrenz. Schnell scharte er eine eigene Anhängerschaft wirtschaftlich und geistig Entwurzelter überwiegend politisch linker Herkunft um sich. Führende Vertreter der Jugendbewegung lehnten Stark und die anderen Inflationsheiligen allerdings ab. Walter Hammer erklärte 1922, die Jugendbewegung müsse sich „durch Fernhaltung solcher Wahnsinniger vor völligem Ruin bewahren.“
In der Propagandawirkung seiner Ankündigungen übertraf Stark als „Diktator der Christusregierung Deutschlands“ bald sein Vorbild Haeusser. 1921 erregte er mit großen Plakaten Aufsehen, die wie Fahndungsaufrufe der Polizei aussahen: „RAUBMORD begehe Ich an den Finsternismächten der Welt.“ Er verglich sich mit Jesus, Nietzsche, Laotse und behauptete, mehr zu sein als der damals hymnisch verehrte indische Dichter und Philosoph Rabindranath Tagore.
In seinen Veranstaltungen sprach er thematisch möglichst viele Publikumsgruppen an: „Christus (für alle religiös Interessierten). Spartakus (politisch). Sexualismus (das geht wohl Jeden an). Nietzsche (für alle philosophisch Interessierten). Stark en Tao (für Kenner der chinesischen Literatur).“ Dabei verschaffte ihm seine Sexualtheorie von einer „starken“ weiblichen und männlichen Seite in jedem Menschen eine erhebliche Zahl weiblicher Anhänger. Allerdings verlangte der selbsternannte „König der Frauen“ von ihnen „Hingabe“ – und meinte das durchaus auch körperlich. Nach zahlreichen sexuellen Seitensprüngen trennte Stark sich schließlich von seiner Frau, nachdem er ihr ererbtes Vermögen für seine „Sache“ ausgegeben hatte. Im September 1923 folgte die Scheidung. Seit 1922 lebte er mit Charlotte Schlicht zusammen, die er im Haeusserumfeld kennengelernt hatte. 1924 wurde ein gemeinsamer Sohn geboren, 1927 geheiratet.
Wie Haeusser war Stark von Beginn seiner Predigertätigkeit an amtlichen Redeverboten und Ausweisungen ausgesetzt, insbesondere in Bayern, auf die er mit öffentlichen Gegenangriffen reagierte. Es folgten psychiatrische Untersuchungen und Haftstrafen, u. a. wegen Justizbeleidigung. Mittlerweile sah er trotz einiger Vorbehalte auch Gemeinsamkeiten mit Adolf Hitler, zu dem er 1923 „zur Förderung der gemeinsam verfochtenen Wahrheit“ Verbindung suchte. 1924 schmückten Plakate und den Titel seiner Zeitschrift „Stark“ nicht nur Hammer und Sichel, sondern auch das Hakenkreuz. Stark wollte aber nicht nur predigen, sondern „herrschen“. 1924 trat er mit dem „Stark-Bund“ zu den Reichstagswahlen an, 1925 bewarb er sich als Reichspräsident – ohne öffentliche Resonanz.
Auf dem Höhepunkt der Inflation hatte Stark noch geglaubt, dass seine Anhänger immer für ihn aufkommen würden. Mit dem Abklingen der Krise 1924 war der Bewegung der Inflationsheiligen aber die Grundlage entzogen. Starks Einkünfte versiegten, er war nicht mehr in der Lage seine Familie zu versorgen, sein Sohn kam ins Säuglingsheim, er selbst musste eine kurze Haftstrafe antreten. Bei dieser Gelegenheit trennte er sich endgültig vom Christusbart und den langen Haaren. Schon seit 1922 ohne festen Wohnsitz, zog Stark weiter durch Deutschland, Österreich und Italien, bis er und seine Frau 1927 in München vorübergehend sesshaft wurden. Das Vorhaben, mit Franz Kaiser eine ländliche Siedlungsgemeinschaft zu gründen, scheiterte 1925, ebenso sein Versuch, nach Ludwig Christian Haeussers Tod 1927 handstreichartig die Führung des „Haeusser-Bundes“ zu übernehmen. Starks Laufbahn als Wanderprediger war beendet.

### Weiteres Leben
Stark lebte kurz in Stuttgart und Berlin und ab 1930 in Hamburg, wo er nach eigenen Angaben journalistisch tätig war, seine Frau arbeitete beim Rundfunk. Laut Stark verloren beide ihre Arbeit 1934, Gründe dafür sind nicht überliefert. 1936 emigrierte er zunächst ohne seine Familie nach Holland, 1937 dann zusammen mit ihr über Dänemark nach Schweden, wo sie sich für immer niederließen. Die Familie wurde durch seine Frau Charlotte ernährt, während Leonhard Stark sich als Hausmann um die Weiterentwicklung seiner Lehren kümmerte. Die Grundlagen dieser sogenannten „Zweiten Reformation“ hielt er in vier Büchern fest. Trotz Kontaktaufnahme zu so unterschiedlichen Gruppierungen und Personen wie den wenigen verbliebenen Haeusseranhängern, zu Renate Riemeck, Gustav Wyneken und Otto Strasser, gelang es ihm nicht, im Nachkriegsdeutschland Verbündete für seine Ideen zu finden. Der von ihm angekündigte Haeusser-Roman und die Autobiografie „Der Sinn meines Lebens“ sind nie erschienen.

### Fazit
„Vor gut fünfzig Jahren war Leonhard Stark in der deutschen Öffentlichkeit eine große Sensation, heute ist er ein unbekannter Mann. Dabei ist er gerade heute höchst aktuell. Warum? Weil er die Zukunft, die heute Gegenwart ist, schon vor fünfzig Jahren voraus gelebt hat“, schrieb Stark 1975 in seinen (unveröffentlichten) Lebenserinnerungen und versuchte damit, eine Kontinuität zwischen sich und der Jugendrevolte der 1968er herzustellen: „So, wie die Jugend heute gegen die große Lüge in Staat, Kirche und Gesellschaft, in Politik, Religion und Moral revoltiert und alles niederreißt, ... riß der damals 26jährige Leonhard Stark der Verlogenheit auf allen Gebieten des deutschen Lebens die Maske herunter.“ Diese Selbsteinschätzung hält allerdings einer Prüfung nicht stand. Stark war weniger Vorreiter der rebellierenden bundesrepublikanischen Jugend, als vielmehr „Symptom für die Krankheit der Zeit“ nach dem verlorenen Ersten Weltkrieg, so das Urteil des Historikers Ulrich Linse.

## Schriften
- Mein Ich!!! Köln 1921
- Mein Ich, Mein Du, Mein Du!, Werde Ich! Berlin 1929
- Die Geschlechtsmoral von morgen. Stockholm 1956
- Der Deutsche von Morgen. Stockholm 1958
- Der Gott von Morgen. Stockholm 1959
- Aristokratische Demokratie. Stockholm 1963